# 駒形十吉
駒形 十吉（こまがた じゅうきち、1901年（明治34年）2月4日 - 1999年（平成11年）2月7日）は、日本の実業家。大光相互銀行社長、新潟総合テレビ（現：NST新潟総合テレビ）社長、新潟日報社監査役。新潟県長岡市出身。

## 来歴・人物
長岡の米穀・味噌醤油醸造を営んでいた駒形宇多七の三男（11人兄弟の10番目）として生まれる。新潟県立長岡中学校卒業後、旧制新潟高等学校に進むが中退。大阪の株式取引商で実務経験を積んだ。

### 大光相互銀行社長
1922年（大正11年）父の死去に伴い、帰郷し家業に従事する。1928年（昭和3年）に北陸産業無尽の設立に参画し支配人、1941年（昭和16年）に社長となる。翌1942年（昭和17年）3月には国民無尽商会と合併し、大光無尽に商号を変更し、1951年（昭和26年）に大光相互銀行に改組した。
田中角栄とは昵懇で、田中が落選した戦後の第1回選挙からスポンサーを務め、10歳以上若い田中のことを、近しさから「角」と呼び捨てにした。田中が蔵相のときには田舎の相銀にかかわらず関東に3つの支店を作った。1970年（昭和45年）、十吉の銀行私物化の振る舞いを49人の支店長・部長が告発、家族内の争いも手伝ってクーデターが発生する。債権取り立て益の私物化、あるいは私邸の改修費や1年の半分を保養で過ごす熱海の施設経費を銀行から支出したり、親族企業へ不正融資を行うなど、告発内容は多岐にわたった。
同年、十吉は会長に退き、婿養子の斉（2004年（平成16年）死去）が社長に就任するが、1979年（昭和54年）4月、簿外債務保証が743億円に達していることが分かり、214億円の累積赤字を計上した。秋には強制捜査を受け、斉は特別背任で逮捕され、1980年（昭和55年）春、上場廃止となった。こののち、大光相互は、都市銀行・地元地方銀行・全相互銀行等88機関から540億円の低利融資を受け再建を図り、1988年（昭和63年）に融資返済で再建を完了させ、1989年（平成元年）普銀転換、2019年（令和元年）5月には40年ぶりに生え抜きのトップが誕生している。

### 新潟総合テレビ社長
新潟総合テレビ（NST）の設立を中心となって動いたが当初は表に出ず、1972年（昭和47年）、初代社長の桜井督三の急死で空いた社長ポストに、田中の全面支持を得て滑り込んだ。テレビ局は追われた銀行と同じく私物に等しく、「テレビの経営も家業でなくてはならない」というのが持論で、98歳で亡くなるまで経営権を離すことはなく、社長在職期間は26年余りに及んだ。開局にあたってはフジテレビ、日本テレビ、NETテレビ（現・テレビ朝日）から幹部が派遣され、3つのキー局のクロスネットだったが、やがて十吉は、3社を相互に競わせネット保障費を釣り上げるようになった。また、社員数を第1局である新潟放送（BSN）の3分の1に抑え、自社製作をきわめて少なくした。これによってNSTの申告所得は、開局からわずか10年後には県内企業で第4位に跳ね上がった。
1998年（平成10年）秋には腸閉塞の手術を受け、経過は良好に推移していたが、体力回復に時間がかかることを理由に、翌年1月25日の取締役会で社長を退任。後継には副社長の近藤源資が昇格した。
1999年（平成11年）2月7日18時17分、急性心不全のため、新潟市内の病院で死去。98歳没。

### ラジオ新潟設立に関わる
このほか、十吉は長岡のみならず新潟経済界の有力者であったことから、当地初の民放局・ラジオ新潟（RNK、現・新潟放送（BSN））の設立にも関わった。設立は1952年（昭和27年）で、まずラジオを開局し、1958年（昭和33年）にテレビを開局し、新潟放送（BSN）と改称した。十吉は監査役に就いている。

## 人脈など
フジサンケイグループ議長鹿内信隆、日本興業銀行（現・みずほフィナンシャルグループ）頭取中山素平など中央政財界にも人脈を広げた。1946年（昭和21年）から1962年（昭和37年）まで長岡商工会議所会頭を務め、長岡空襲で大きな被害を受けた長岡市の復興に尽力。長岡鉄道の経営不振時には市財界をまとめて協力し、十吉の主導で1946年（昭和21年）から始まった復興祭りは長岡まつりとなり、今やその花火見たさに全国から観光客が押し寄せるになった。また、地元若手経済人勉強会を主宰し、メンバーから日本精機、原信らの社長を輩出した。

## 美術品収集家
現代美術収集家としても知られ、大光相互やNSTの社内には「大光コレクション」と呼ばれる数多くの美術品が飾られ、1964年（昭和39年）には長岡現代美術館を設立し、一般にもコレクションを公開した。しかし、乱脈融資事件をきっかけに経営危機に陥った大光相互は、国や各地の金融機関から融資を受けるため現代美術館を閉鎖した。このため、収蔵品の約半分が全国各地の美術館などへ売却された。なお、売却を免れた一部の収蔵品は現在、新潟県立近代美術館とかつて放送センターがあったNST長岡支社に併設の駒形十吉記念美術館に収蔵されている。